# Chtourtsité
 (octobre 2024).
Si vous disposez d'ouvrages ou d'articles de référence ou si vous connaissez des sites web de qualité traitant du thème abordé ici, merci de compléter l'article en donnant les références utiles à sa vérifiabilité et en les liant à la section « Notes et références ».
Chtourtsité (en bulgare : Щурците, littéralement « les cigales ») est un groupe de rock bulgare fondé en 1967 à Sofia par Kiril Maritchkov. Figurant parmi les premiers groupes de rock du pays, il y jouit d'une grande popularité.

## Histoire du groupe
Dans les années 1960, la musique rock, malgré sa réprobation par la propagande communiste, a réussi à pénétrer derrière le rideau de fer. S'inspirant des Beatles, un groupe d'amateurs de Sofia, nommé Bandaratsité, jette les bases de la musique rock en république populaire de Bulgarie. Ce groupe se sépare rapidement, mais un de ses membres, Kiril Maritchkov, décide de s'investir à plus long terme dans ce genre musical. Il crée quelque temps plus tard un nouveau groupe, qu'il baptise Chtourtsité (littéralement « les Cigales »). Il racontera par la suite l'origine de ce nom : « Ce sont ma mère et celle de Petar Tsankov (le batteur du groupe à cette époque) qui ont inventé ce nom, et nous en étions heureux, parce qu'il est lié au folklore bulgare et symbolise l'esprit du musicien libre. » Au cours des deux décennies suivantes, la musique de Chtourtsité se fait l'expression de l'aspiration à la liberté et à la lutte contre les canons musicaux imposés par les autorités communistes en Bulgarie.
En 1968, le groupe sort son premier EP. Fort des quatre membres qui le composent de 1976 à 2013 — Kiril Maritchkov (basse et chant), Petar Giouzelev (bg) (guitare soliste), Vladimir « Vladi » Totev (bg) (clavier et chant) et Guéorgui Markov (bg) (batterie) —, Chtourtsité connaît son âge d'or dans les années 1980.
Après la sortie de l'album Mousquetaire Mars en 1987, le groupe célèbre ses 20 ans d'existence par une tournée en Bulgarie. Celle-ci est toutefois réprimée par les autorités communistes, dont la conception de ce que doit être une « manifestation culturelle de masse » est incompatible avec le déroulement d'un concert de rock. Kiril Maritchkov indiquera par la suite : « J'ai été vraiment dégoûté de voir que les miliciens frappaient les adolescents dans le public à chacun de nos concerts, et je n'ai plus voulu me produire sur scène après cela. » Chtourtsité cesse son activité à l'issue de la tournée.
En 1988 sort un documentaire retraçant les 20 ans de carrière du groupe.
Ce n'est qu'en 1990, après la chute du régime communiste bulgare, que les anciens membres de Chtourtsité reforment le groupe : ils participent notamment à des rassemblements politiques, dans un contexte d'enthousiasme général pour la modernisation du pays dans une nouvelle ère post-communiste. Leur chanson Je ne suis qu'un être humain (Аз съм просто човек) est traditionnellement associée à cet enthousiasme. À cette époque, Maritchkov est brièvement député de l'Union des forces démocratiques. Les membres de Chtourtsité se réunissent de nouveau de 1996 à 1998 pour célébrer, par une tournée nationale, les 30 ans de la création du groupe, puis en 2004, où ils donnent de nombreux concerts en Bulgarie, en Europe de l'Ouest, en Israël et aux États-Unis. La reformation suivante a lieu en 2007, pour une nouvelle tournée nationale à l'occasion du 40e anniversaire du groupe, puis en 2008 avec la sortie de l'album Le Seuil du cœur, suivie de quelques concerts.
À la mort de Petar Giouzelev, qui succombe à un cancer du cerveau le 25 avril 2013 à Sofia, Kiril Maritchkov annonce l'arrêt définitif de Chtourtsité : il fonde la même année un nouveau groupe, Fondatsiata, avec d'autres musiciens bulgares. Le 3 juin 2017, Chtourtsité se reforme une dernière fois pour un concert d'adieu à Sofia avec des musiciens invités, notamment les guitaristes de Fondation Ivan Letchev (bg) et Slavtcho Nikolov (bg), à l'occasion des 50 ans du groupe.
Kiril Maritchkov meurt le 11 octobre 2024, après un grave accident sur scène lors d'un concert avec Fondatsiata.

## Styles musicaux
Les premières chansons de Chtourtsité, comme Pessen bez doumi (Песен без думи, « Chanson sans paroles » — variante d'un titre du groupe The Shadows), Zvan (Звън, « Tintement ») et Malkiat svetal prozorets (Малкият светъл прозорец, « La Petite fenêtre lumineuse »), peuvent être attribué à l'« Estrade », terme désignant la musique populaire bulgare de l'époque communiste. Au fil du temps, le style du groupe évolue toutefois vers le hard rock. Certaines de ses chansons ultérieures, comme Stalbata (Стълбата, « L'Échelle »), Pedia tchovek (Педя човек, personnage du folklore bulgare semblable au Petit Poucet) et Degradatsia (Деградацияn « Dégradation »), véhiculent par ailleurs une critique sociale aiguë.
Bien que Maritchkov, Giouzelev et Totev aient contribué à certains titres en tant qu'auteurs-compositeurs, les paroles des chansons de Chtourtsité ne sont habituellement pas écrites par les membres du groupe.

## Discographie
- 1976 : Щурците (Chtourtsité).
- 1978 : Щурците (Chtourtsité).
- 1980 : XX век (XXe siècle).
- 1982 : Bкусът на времето (Le Goût du temps).
- 1985 : Конникът (Le Cavalier).
- 1987 : Мускетарски марш (Mousquetaire Mars).
- 1988 : 20 години по-късно (20 ans plus tard) — album live.
- 1998 : 30 години Щурците (30 ans de Chtourtsité).
- 2008 : На прага на сърцето (Le Seuil du cœur).